# Compsophorus flavivertex
Compsophorus flavivertex là một loài tò vò trong họ Ichneumonidae.